# Upyna (okręg telszański)
Upyna – wieś na Litwie, w okręgu telszańskim, w rejonie telszańskim. Według danych z 2011 wieś zamieszkiwało 413 osób. Przez wieś przepływa rzeka Upyna. We wsi znajduje się kościół z 1807 roku, poczta, punkt medyczny, szkoła podstawowa i biblioteka.
Pierwsze wzmianki o wsi pojawiły się w 1592. W XVIII Upyna była dworem.  W 1859 we wsi mieszkało 40 osób.